# Bhágavata Sandarbha
Šrí Bhágavata Sandarbha známá také jako Šat Sandarbha (translit. Śrī Bhāgavata-sandarbha, dévanágarí षटसंदर्भ Ṣaṭ-sandarbha - šest sandarbh) je sanskrtský spis ze 16. století, který sepsal velký vaišnavský světec a filozof Šrí Džíva Gósvámí, jeden ze skupiny šesti slavných Gósvámích z Vrindávanu. Podle samotného Džívy Gósvámího již dříve Gópála Bhatta Gósvámí předběžně načrtl osnovu Bhágavata Sandarbhy, kterou Džíva později rozpracoval a dílo rozdělil do šesti částí (sandarbh). Džíva Gósvámí prezentuje gaudíja-vaišnavskou filozofii Čaitanji Maháprabhua a pomocí důkazů z védských písem (šástry) potvrzuje pravost jejích závěrů.
Džíva Gósvámí k tomuto dílu napsal komentář Sarva-samvádiní, ve kterém komentuje všech šest sandarbh.

## O autorovi
Šríla Džíva Gósvámí (1513 – 1598) byl synovec slavného Rúpy a Sanátany Gósvámích a stejně jako oni následovník Čaitanji Maháprabhua. Od svého útlého věku se zajímal o Šrímad Bhágavatam. V Navadvípu studoval sanskrt a obešel celou oblast známou jako Navadvíp-dhám, což je posvátné místo narození Šrí Čaitanji. Poté sanskrt studoval ve Váránasí pod vedením Madhusúdany Vačáspatiho. Po dokončení studií odešel do 
Vrindávanu, kde přijal útočiště u svých slavných strýců, Rúpy a Sanátany Gósvámích. Šrí Džíva Gósvámí byl filozofem a učitelem a je řečeno[kde?], že sestavil nejméně dvacet pět knih mezi nimiž je nejznámější právě Šat Sandarbha (Šrí Bhágavata Sandarbha). 
Dalšími významnými literárními díly Džívy Gósvámího jsou Gópála-čampú, které popisuje Kršnovy zábavy a Hari-námámrta-vjákarana což je kniha gramatiky. Džíva Gósvámí také napsal komentáře k Brahma-samhitě, k Bhakti-rasámrta-sindhu od Rúpy Gósvámího, k Udžvala-nílamani (také od Rúpy) a velice známý podrobný komentář ke Šrímad Bhágavatamu známý jako Krama Sandarbha. (přezdívaný jako "sedmá sandarbha")

## Pojemsandarbha
Ve svém komentáři k Tattva-sandarbě (anuccheda 7) Áčárja Šrí Baladéva Vidjábhúšana cituje následující verš, který definuje pojem sandarbha:
gúdhárthasja prakášaš ča sáróktih šréšthatá tathá / nánártha-vattvam vedyatvam sandarbhah katthyate budhaih
"Literární dílo, které objasňuje složité téma, zaměřuje se na zásadní, podstatné věci, vyniká svou skladbou (kompozicí), sděluje různé souhrny myšlenek (závěrů) a vyjadřuje se jasně a srozumitelně. Takové dílo moudří nazývají sandarbha."

## Obsah díla
Tattva-sandarbha vysvětluje, že Šrímad Bhágavatam je autorizovaný důkaz Absolutní Pravdy.
Bhagavat-sandarbha vysvětluje, že Nejvyšší Bůh je osoba (bhagaván), a že tento koncept je nejvyšší stupeň realizace Absolutní Pravdy.
Paramátma-sandarbha popisuje Boha jako všeprostupující Nadduši.
Kršna-sandarbha podává vysvětlení, že Kršna je Nejvyšší Bůh a zdroj všeho.
Bhakti-sandarbha, popisuje jak vykonávat oddanou službu Bohu.
Príti-sandarbha vysvětluje, že láska k Bohu (ke Kršnovi) je nejvyšší cíl života.

## Tattva-sandarbha
V pořadí první sandarbha, vysvětluje, že Šrímad Bhágavatam je autorizovaný důkaz Absolutní Pravdy. Popisuje také různé druhy důkazů (pramána). Džíva považuje za nejlepší důkaz šabda-pramánu (védská písma). Dokazuje také, že Purány a Itihásy (historické spisy) jsou stejně autorizované a důležité, jako samotné Védy. Klasifikuje Purány podle různých kvalit a také uvádí charakteristiky Purán.

## Bhagavat-sandarbha
Druhá sandarbha vysvětluje, že Absolutní pravda je známá ve třech aspektech - Brahman, Paramátmá a Bhagaván. Jsou to tři aspekty jedné nedvojné Absolutní pravdy. Džíva Gósvámí za pomocí důkazů z písem dokazuje, že Bhagaván (osobní podoba Boha) je konečným a vrcholným aspektem a že realizace Bhagavána znamená úplné pochopení Absolutna, jelikož v sobě zahrnuje realizaci jak Brahmanu, tak i Paramátmy. Popisuje rozdíly Brahmanu a Bhagavána a ustanovuje závěr o úplnosti Bhagavána. Tato sandarbha pojednává také o úrovni čistého dobra, které je neznečištěné ostatními kvalitami. Dále pojednává o energiích Nejvyššího Pána, popisuje duchovní svět Vaikunthy, a hovoří o všemocnosti Božstva.

## Paramátma-sandarbha
Třetí sandarbha pojednává o druhém aspektu Boha - o Nadduši (Paramátmě), která je přítomna v srdcích všech živých bytostí. Mluví také o guna-avatárech (inkarnacích hmotných kvalit) a o jejich rozdílech, dále o lílá-avatárech a o atributech Bhagavána. Pojednává také o máji - iluzorní energii, a o živých bytostech.

## Kršna-sandarbha
V pořadí čtvrtá sandarbha. Zde Džíva Gósvámí předkládá důkazy z písem o tom, že původní podobou Boha (Bhagavána) je Krišna. Krišna je zdrojem všech avatárů a všech podob, dokonce i Višnua a Nárájana. Všechny Krišnovy expanze a inkarnace existují v Jeho těle. Krišnova podoba má na rozdíl od Višnua dvě ruce. To znamená, že původní podoba Boha je dvouruká (manuša-rúpa). Dále pojednává o gópích a jejich vznešeném postavení, o Krišnových zábavách a o Jeho věčném sídle Gólóce.

## Bhakti-sandarbha
V pořadí pátá sandarbha rozebírá vykonávání oddané služby neboli bhakti-jógy. Cituje z písem, že bhakti (oddaná služba) je ze všech činností a procesů osvobození nejlepší. Je nadřazená védským obřadům, filozofickým spekulacím a ostatním činnostem, které se netýkají bhakti. Říká, že bez bhakti je i bráhmana ztracený. Zavrhuje uctívání kteréhokoliv poloboha. Vyzdvihuje uctívání Pánova oddaného. Popisuje různé úrovně oddaných, příznaky bhakti, navázání přátelského vztahu s Krišnou, spontánní lásku k Němu, a další.

## Príti-sandarbha
Šestá sandarbha pojednává o prémě - lásce k Bohu (ke Krišnovi). Hovoří o ní jako o konečném cíli života a o dokonalém stavu. Jsou zde popsány různé druhy osvobození a je řečeno, že nejlepší ze všech druhů osvobození je osvobození provázené láskyplnou oddanou službou. Blaženost pocházející z oddané služby a lásky ke Krišnovi dalece předčí blaženost z realizace Brahmanu (brahmánanda). Gópí (pasačky z Vradži) jsou popsány jako nejlepší Krišnovy oddané. Mezi nimi má Rádhárání výjimečné, svrchované postavení. Je zde popsaná Její sláva. Pojednává také o duchovních pocitech, o příznacích duchovní extáze, o neutrální náladě, a o náladách služebnictví, přátelství, rodičovství a milostné lásky.

## Krama Sandarbha – sedmá sandarbha?
Krama Sandarbha někdy bývá označována jako sedmá sandarbha, nicméně nejedná se o součást Bhágavata Sandarbhy (Šat Sandarbhy). Krama Sandarbha je podrobný komentář Džívy Gósvámího k Bhágavata Puráně. Jedná se o jeden z nejvýznačnějších komentářů k Bhágavata Puráně.